# 中村直人 (弁護士)
中村 直人（なかむら なおと、1960年1月25日 - ）は日本の弁護士。中村・角田・松本法律事務所パートナー。アサヒビール監査役、三井物産監査役、エーザイ監査役、リクルート監査役等を歴任。

## 人物
一橋大学法学部の民法学川井健ゼミで、三商大ゼミに参加する中で、法律運用の面白さを感じるようになり、大学卒業後、弁護士となる。M&Aや一般企業法務、コンプライアンスなどの企業法務と企業関係の訴訟法務において著名。
企業からの信頼が厚く、『日経ビジネス』の弁護士ランキング企業法務分野1位の常連である。ニッポン放送の経営権問題のニッポン放送代理人や、エフオーアイ粉飾決済損害賠償請求訴訟株主側代理人などを務めた。

## 略歴
- 1960年1月 - 神奈川県出身[3]
- 1978年3月 - 埼玉県立春日部高等学校卒業
- 1982年10月 - 旧司法試験合格[3]
- 1983年3月 - 一橋大学法学部（川井健ゼミナール）卒業[4][3]
- 1985年3月 - 司法修習修了（37期）[3]
- 1985年4月 - 弁護士登録（第二東京弁護士会）、森綜合法律事務所入所[3]
- 1998年4月 - 日比谷パーク法律事務所を開設（同事務所パートナー）[3]
- 2003年2月 - 中村直人法律事務所開設（現中村・角田・松本法律事務所）（同事務所パートナー）[3]
- 2003年3月 - アサヒビール株式会社監査役[10]
- 2004年6月 - エーザイ株式会社監査役[11]
- 2006年6月 - 三井物産株式会社監査役[12]
- 2011年6月 - 株式会社リクルート監査役[10]
- 2015年6月 - 株式会社LIXILグループJoyou問題委員会委員[13]
- 2018年5月 - スルガ銀行株式会社第三者委員会委員長[14][15]
- 2020年4月 - 関西電力株式会社コンプライアンス委員会委員長[16]
- 2022年10月 - 株式会社KADOKAWAガバナンス検証委員会委員長[17]
- 2023年8月 - 日本大学アメリカンフットボール部薬物事件対応に係る第三者委員会委員[18]

## 著書
- 『ケースから考える内部統制システムの構築』、『役員のための株主総会運営法』、『取締役・執行役ハンドブック』、『コーポレートガバナンス･コードの読み方・考え方』（共著）、『コンプライアンス・内部統制ハンドブック』、『取締役会報告事項の実務』、『監査役・監査委員ハンドブック』、『コーポレートガバナンスハンドブック』、『訴訟の心得』、『平成26年改正会社法対応　内部統制システム構築の実務』（共著）、『株主総会ハンドブック』、『取締役会改革』、他多数